# Панов, Юрий Кириллович
Юрий Кириллович Панов — конструктор реакторных установок, лауреат Государственной премии СССР (1977).
Родился 14 февраля 1935 в г. Горький (город), административный центр Приволжского федерального округа и Нижегородской области.
В 1959 году окончил Горьковский политехнический институт по специальности «Судовые силовые установки». В 1959—1964 — инженер-конструктор Горьковского машиностроительного завода.
С 1964 года работает в «ОКБМ Африкантов»:
- 1964 −1969 — старший инженер-конструктор, начальник бюро;
- 1969 −1983 — заместитель начальника, начальник конструкторского отдела;
- 1983 −1989 — заместитель начальника ОКБМ — главного конструктора по конструкторской части;
- 1989—2010 — главный конструктор;
- с 2010 года — советник директора.

Непосредственный участник и руководитель создания реакторных установок второго и третьего поколений для надводных кораблей ВМФ и гражданских судов, в том числе атомных ледоколов.
Кандидат технических наук.
Лауреат Государственной премии СССР (1977). Заслуженный конструктор РФ (2005).
Награждён двумя орденами Трудового Красного Знамени (1970, 1986), медалями «300-летие Российского Флота» (1996), «100-летие подводных сил России» (2006), «50 лет атомному подводному флоту России» (2008), «65 лет атомной отрасли России» (2010) знаком «Ветеран атомной энергетики и промышленности» (1999).